# Plestiodon parvulus
Plestiodon parvulus là một loài thằn lằn trong họ Scincidae. Loài này được Taylor mô tả khoa học đầu tiên năm 1933.